# Hypoxestinus nkogoi
Hypoxestinus nkogoi is een hooiwagen uit de familie Assamiidae.